# Milford (Nova Jersey)
Milford és una població dels Estats Units a l'estat de Nova Jersey. Segons el cens del 2007 tenia 1.196 habitants.

## Demografia
Segons el cens del 2000, Milford tenia 1.195 habitants, 469 habitatges, i 323 famílies. La densitat de població era de 401,2 habitants/km².
Dels 469 habitatges en un 33,5% hi vivien nens de menys de 18 anys, en un 59,1% hi vivien parelles casades, en un 5,5% dones solteres, i en un 31,1% no eren unitats familiars. En el 27,1% dels habitatges hi vivien persones soles l'11,9% de les quals corresponia a persones de 65 anys o més que vivien soles. El nombre mitjà de persones vivint en cada habitatge era de 2,55 i el nombre mitjà de persones que vivien en cada família era de 3,11.
Per edats la població es repartia de la següent manera: un 25,4% tenia menys de 18 anys, un 4,6% entre 18 i 24, un 33,3% entre 25 i 44, un 23,1% de 45 a 60 i un 13,6% 65 anys o més.
L'edat mediana era de 39 anys. Per cada 100 dones de 18 o més anys hi havia 97,3 homes.
La renda mediana per habitatge era de 54.519 $ i la renda mediana per família de 62.167 $. Els homes tenien una renda mediana de 46.500 $ mentre que les dones 31.765 $. La renda per capita de la població era de 25.039 $. Aproximadament l'1,8% de les famílies i el 3,7% de la població estaven per davall del llindar de pobresa.

## Poblacions més properes
El següent diagrama mostra les poblacions més properes.